# Delmita
Delmita è un census-designated place (CDP) degli Stati Uniti d'America della contea di Starr nello Stato del Texas. La popolazione era di 216 abitanti al censimento del 2010. Anche se Delmita non è incorporata, ha un ufficio postale, con lo ZIP code 78536.
Il primo nome della comunità fu Zaragosa, nel 1919, e venne cambiato in Delmita il 1º aprile 1931.

## Geografia fisica
Delmita è situata a 26°41′07″N 98°25′23″W (26.685150, -98.423067).
Secondo lo United States Census Bureau, il CDP ha una superficie totale di 8,08 km², dei quali 8,08 km² di territorio e 0 km² di acque interne (0% del totale).

## Società

### Evoluzione demografica
Secondo il censimento del 2010, la popolazione era di 216 abitanti.

### Etnie e minoranze straniere
Secondo il censimento del 2010, la composizione etnica del CDP era formata dal 90,74% di bianchi, lo 0% di afroamericani, lo 0,46% di nativi americani, lo 0% di asiatici, lo 0% di oceanici, il 6,94% di altre razze, e l'1,85% di due o più etnie. Ispanici o latinos di qualunque razza erano il 93,52% della popolazione.